# لورينا فرانكو
لورينا فرانكو (بالإسبانية: Lorena Franco)‏ هي عارضة وممثلة إسبانية، ولدت في 1983.

## وصلات خارجية
- لورينا فرانكو على موقع IMDb (الإنجليزية)
- لورينا فرانكو على موقع قاعدة بيانات الفيلم (الإنجليزية)